# Steen & Strøm
Steen & Strøm is een Scandinavisch winkel- en vastgoedbedrijf dat momenteel in totaal 56 winkelcentra exploiteert in Noorwegen, Denemarken en Zweden. In 2006 telde het bedrijf 3.300 huurders in de winkelcentra met een totale omzet van ongeveer 40 miljard Noorse kronen .
De groep is onderverdeeld in Steen & Strøm Norge AS, Steen & Strøm Danmark A / S en Steen & Strøm Sverige AB. Tot 31 december 2009 bezat, exploiteerde en beheerde Steen & Strøm in totaal dertig winkelcentra en warenhuizen in Noorwegen, Zweden en Denemarken.
Volgens eigen verklaringen heeft het bedrijf een uitgebreid programma met betrekking tot ecologische en sociale verantwoordelijkheid en zet het zich in voor milieubescherming en economie met duidelijk gedefinieerde doelen. Zo hebben alle centra sinds 2010 een milieucertificering. De Noorse centra zijn lid van Svanens innkjøperklubb en alle elektriciteit is afkomstig van hernieuwbare energiebronnen. Het bedrijf heeft een e-learningprogramma gelanceerd voor zijn medewerkers.

## Historie
Steen & Strøm Magasin was lange tijd het hoofdgebouw. Het is nog steeds het warenhuis en winkelcentrum van Steen & Strøm in Oslo
In 1797 richtte Samuel Strøm een kruidenierswinkel op in Kristiania. Na zijn dood in 1818 werd het bedrijf voortgezet door zijn weduwe Else Strøm totdat hun zoon Christian Strøm het in 1829 overnam. In 1856, kort voor zijn dood, werd het bedrijf overgedaan aan zijn neef en adoptiezoon Samuel Strøm Jr (zoon van Søren Strøm) en de echtgenoot van zijn adoptiedochter Emil Steen.
In 1858 ontstond het bedrijf Steen & Strøm toen Emil Steen en Samuel Strøm Jr hun bedrijven samenvoegden tot één bedrijf. Samuel Strøm Jr stierf in 1876, waarna de weduwe Augusta Strøm als partner in het bedrijf werd binnengehaald door Emil Steen.
In 1884 namen de nakomelingen Christian Steen, Johan Steen en Christian Strøm als vennoot het bedrijf over. Hun nakomelingen, Erling Steen en Eyvind Strøm traden in 1914 toe tot het bedrijf en in 1919 trad Nils Steen toe. In de jaren dertig namen deze drie samen het bedrijf over. Emil Steen, een ander familielid, was slechts een bestuurslid, maar zijn zoon Christian Steen werd in 1964 de CEO van het bedrijf.
In 1874 opende het bedrijf aan Kongens gate 23 in Kristiania het eerste warenhuis, Steen & Strøm Magasin. Het was gevestigd in een groot nieuw gebouw met winkelfaciliteiten op vier verdiepingen, ontworpen door de architect Paul Due. In 1929 werd het pand volledig verwoest bij een brand. Na de brand werd het warenhuis Steen & Strøm Magasin herbouwd op dezelfde locatie met vijf verdiepingen en drie kelders. De nieuwbouw, die voltooid werd in 1930, was een ontwerp van de architect Ole Sverre, gebaseerd op de toenmalige grote, moderne warenhuizen in Parijs. Het ontwerp had een open, ovale centrale ruimte als middelpunt onder een glazen dak en had de eerste roltrappen in Noorwegen.
Tegenwoordig wordt het gebouw Steen & Strøm Magasin genoemd en is nog steeds warenhuis en winkelcentrum van het bedrijf. Sindsdien zijn er in verschillende noordelijke landen steeds meer nieuwe en moderne warenhuizen en winkelcentra gebouwd en wordt het bedrijf beschouwd als een van de grootste in Scandinavië.
Na financiële problemen in de jaren negentig nam de investeerder Petter Stordalen een belang in de onderneming. Hij werkte eerder voor het grote winkelcentrum City Syd in Trondheim. In 1992 nam hij uiteindelijk Steen & Strøm over. In 1996 werd Stordalen door hernieuwde financiële problemen zijn aandelen te verkopen. Deze werden overgenomen door Stein Erik Hagen, die eerder als partner bij Steen & Strøm betrokken was.
Vanaf de overname tot eind 2008 bezat Hagen via het familiebedrijf Canica een aandelenpakket (49,9 %) in Steen & Strøm.
Het bedrijf was van 1994 tot 2007 genoteerd aan de effectenbeurs van Oslo.
Op 28 juli 2008 namen Klépierre en pensioenfonds ABP het bedrijf voor een bedrag van 21,9 miljard Noorse kronen over. Klépierre heeft 56,1 procent van de aandelen in handen en het pensioenfonds ABP 43,9 procent. Op 31 december 2009 had het bedrijf 456 medewerkers in dienst.